# Testigo (deporte)

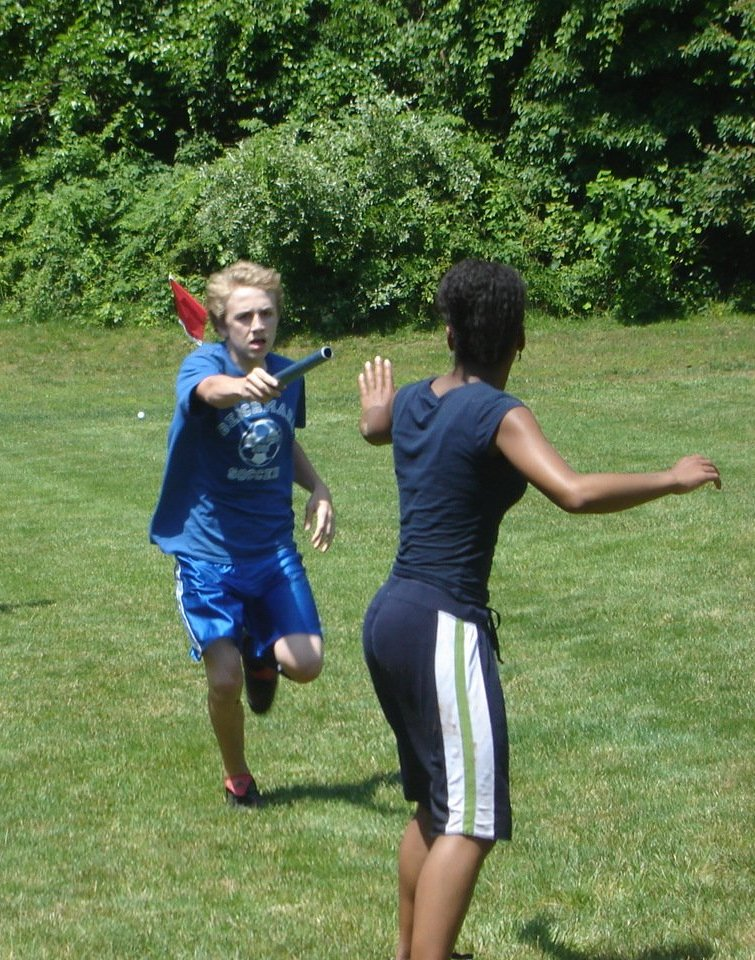
Dos atletas preparándose para el pase del testigo, posta o estafeta.

En atletismo  el testigo  también  llamado testimonio, es  una  barra  cilíndrica  de  metal o  de  un  material  similar, que  se  utiliza  en las  carreras  de  relevos  o  postas, tiene  una  longitud  de  30 cm,  tiene un diámetro de 12 milímetros y  un  peso  mínimo de  50 g , es liso y hueco.

## Reseña histórica
Si se cayera, tiene que ser recogido por el atleta a quien se le cayó. El atleta puede abandonar su calle para recuperar el testigo siempre que la distancia a cubrir no sea disminuida. Siempre que se adopte este procedimiento y no obstaculice a ningún otro atleta, la caída del testigo no significará la descalificación.
Los corredores de un mismo equipo corren por turnos, y al acabar el turno de cada uno deben pasar la estafeta o testigo al siguiente corredor en una zona de cambio habilitada para ello, de 1m de metros de largo. El artefacto ha de entregarse de mano hacia a mano.
El peso mínimo del testigo es mínimo de 50 gramos. 
Llevar la posta o testigo es necesario para poder ganar la carrera. Por ello, el momento del pase de la estafeta de un atleta a otro suele ser muy importante a la hora de no perder tiempo en la carrera. También hay tres formas de pasar el testigo: buenas costumbres, estilo americano y estilo europeo.
Antiguamente esta modalidad estaba muy extendida en las celebraciones funerarias. El objetivo era transportar la llama de un fuego sagrado a algún lugar de unas colinas, por medio de unas antorchas hechas de la medula del arbusto Narthex. Poco a poco se fue evolucionando hacia una carrera ritual de un altar a otro. En la carrera de relevos de Atenas, se encendía la antorcha en el altar de Eros, erigido en la academia de Platón, y se portaba sobre una distancia de 1600 m, aproximadamente, a la necrópolis honoraria del Kerameikos. Así como en la palestra el que recibe la antorcha es más veloz que el que la entrega, ya que el corredor cansado da la antorcha
al corredor fresco.